# Tommy Fjastad
Tom (Tommy) T. Fjastad est un ancien pilote de rallyes kényan, vainqueur en 1962 du Rallye Safari.

## Biographie
Tommy Fjastad naît vers 1931 au Kenya, de parents d'origine suédoise.
Il est planteur de café lorsqu'il remporte le Rallye Safari en 1962, au volant d'une Volkswagen Coccinelle 1200, avec Bernhard Schmider comme coéquipier. Pendant les trois quarts de la course, le champion Erik Carlsson peut prétendre à la première place avec sa Saab 96. À mi-parcours, les grosses cylindrées sont en tête, deux Mercedes menant devant une Fiat 2300 ; la Volkswagen de Fjastad n'est que huitième mais gagne peu à peu des places. 
Carlsson est plusieurs fois en tête, suivi de près par Pat Moss et Fjastad. À 80 km de Nairobi, Fjastad mène avec une minute d'avance sur Carlsson lorsque celui-ci connaît des problèmes de suspension. Fjastad et Schmider gagnent devant Moss et Riley avec dix points de pénalité en moins. La victoire de Tommy Fjastad est attribuée à sa connaissance du terrain et à sa science du pilotage. Finalement la Peugeot 404 de Zbigniew "Nick" Nowicki (vainqueur l'année suivante sur la même voiture) est deuxième, et la Saab 96 de Pat Moss troisième ; Joginder Singh et Carlsson ne franchissent la ligne d'arrivée qu'en quatrième et cinquième position.
Outre cette victoire en 1962 lors du dixième Safari Rally, Fjastad est connu pour s'être sorti indemne d'un terrible accident durant l'édition 1967 de l'épreuve lorsque son véhicule plongea à pleine vitesse dans un ravin de plus de trente mètres, s'embrasant instantanément ; le pilote et son copilote Bev Smith n'eurent que quelques contusions.
Fjastad fit partie de l'équipe organisatrice du Rhino Charge Rallye off-road kényan à partir de 1987 (la première épreuve voyant le jour en 1989) et en resta longtemps l'un des membres, au titre du Muthaiga Country Club, un des initiateurs.

## Palmarès
- Vainqueur du 10e East African Rally du Kenya en 1962, sur Volkswagen Coccinelle 1200 cm3, copiloté par Bernhard Schmider.